# 大滝明日香
大滝 明日香（おおたき あすか、1984年8月31日 - ）は、日本の元AV女優。
血液型:A型。身長:148cm。スリーサイズ:B80(B)・W58H86。

## 略歴
埼玉県出身。2003年頃にデビューしたロリ系のAV女優である。

## 出演作品

### アダルトビデオ
2003年
- 絶対!! プチ女子校生（9月30日、KUKI）
- Private report 女子校生の痴態調査（10月19日、メディアステーション）
- 保健室の先生 （10月31日、LEO）
- 大滝明日香の中出しハイスクール（11月20日、ナチュラルハイ）
- 友達の妹をゲッツ!（11月20日、ホットエンターテイメント）
- 若妻の昼下がり 主人にはナイショで（11月29日、LEO）
- 女子校生 悪戯教室（12月1日、ワンズファクトリー）
- 大滝明日香の表に出せないビデオのDVD（12月2日、エイチエス映像）
- HIGH SCHOOL FUCK（12月8日、アイデアポケット）

2004年
- 制服美少女 生公開処刑 最終淫悶実験室 Volume-1 明日香（2月20日、プレステージ）
- CHEERS! 7人のピュア系女の子がアナタの自宅を訪問してSEXまでしちゃいました!（2月25日、銀河映像）
- 高級ロリソープ（3月1日、マルクス兄弟）
- 新♥接吻教室 〜元祖男女の接吻シリーズ〜（3月4日、ディープス）
- THE拘束 女子校生陵辱レイプ三連弾（3月19日、タカラ映像）
- 集団♥痴女子校生2 集団風俗ハイスクール 性コレMAX特大号（5月3日、SODクリエイト）
- CUTE（12月16日、オーロラプロジェクト）
- 野外羞恥女子校生 3（12月20日、イエローボックス）
- 百貨店の女2（2004年頃?、光夜蝶）

2005年
- Break Kids 71（2月11日、桃太郎映像出版）
- 妹萌え（3月20日、イマージュ）
- 体感ファック if... 33（4月15日、桃太郎映像出版）
- 芽生え 28（4月15日、桃太郎映像出版）
- 幼すぎるソープ嬢 〜今夜の指名はロリロリ泡姫〜（12月1日、ワンズファクトリー）

2006年
- Natural（10月20日、メディアバンク）